# Turkos (färg)

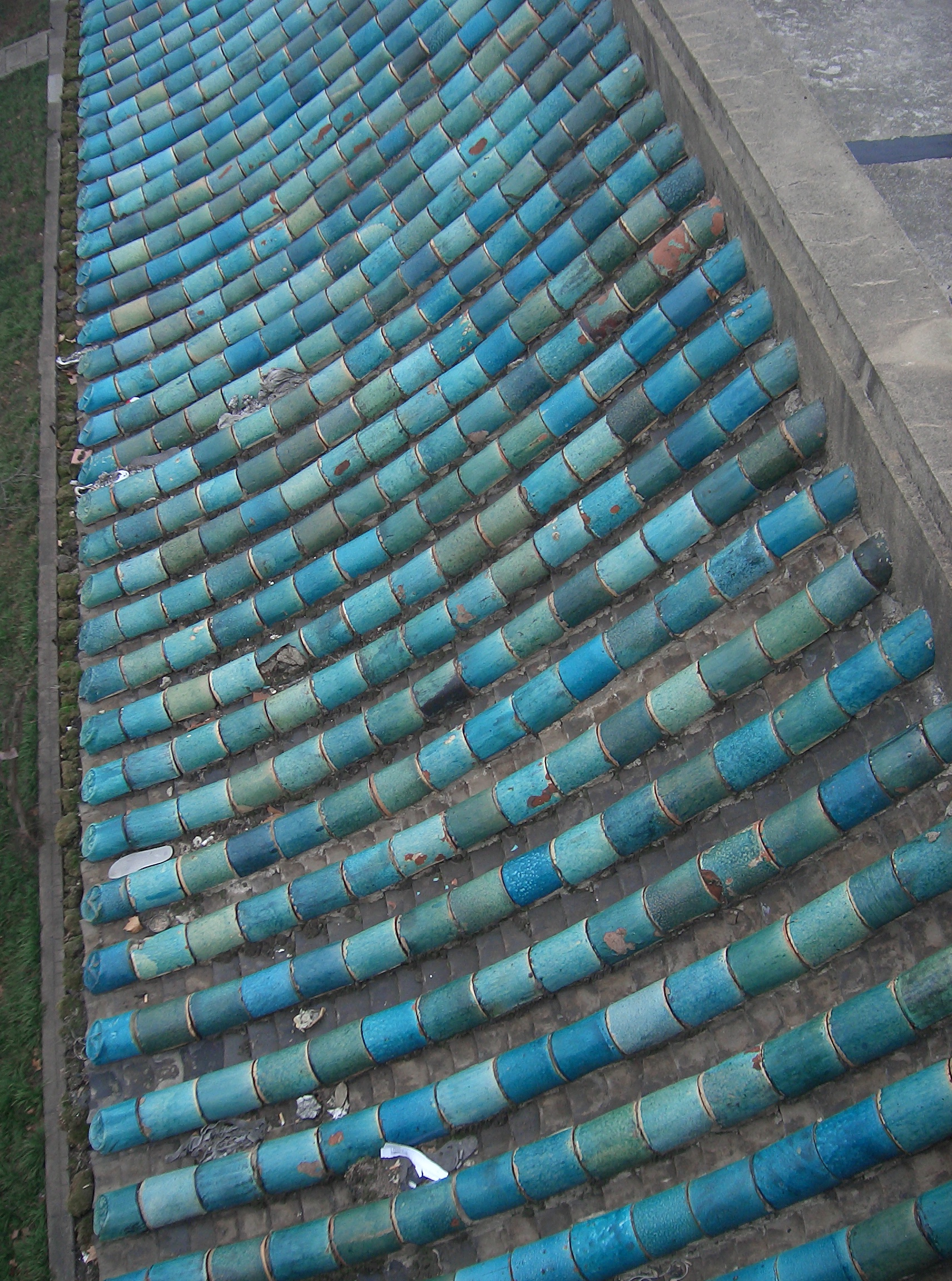
Tak på Wuhans universitet, Kina.

Turkos som färgord används för nästan alla klara och rena blågröna färger. Namnet kommer från halvädelstenen turkos, som även den kan variera mellan blått och grönt.
I webbfärgkartan X11 finns flera som kallas turkos. Koordinaterna för en av dem visas i boxen härintill.